# Bomolocha umbriferalis
Bomolocha umbriferalis là một loài bướm đêm trong họ Noctuidae.